# Ksani
Ksani (georgiska: ქსანი) är ett vattendrag i Georgien. Det ligger i den östra delen av landet, 29 km nordväst om huvudstaden Tbilisi. Ksani mynnar som vänsterbiflod i Kura (Mtkvari).